# Fjädernäskammen
Fjädernäskammen är ett naturreservat i Vindelns kommun i Västerbottens län.
Området är naturskyddat sedan 2012 och är 33 hektar stort. Reservatet omfattar i norr av våtmarker med en rullstensås kantad av tallar och består i övrigt av barrblandad naturskog.